# Борис Євген-Фердинанд
Бори́с Євген-Фердинанд (19 травня 1904, м. Перемишль, нині Польща — 16 жовтня 1994, Торонто) — промисловець, громадський діяч. Син Івана Бориса.

## Біографія
Навчався в Українській чоловічій гімназії в Перемишлі. Після смерті батька з братами керував низкою торговельних підприємств у Перемишлі (до 1939), потім переїхав разом зі своєю крамницею «Мануфактура» до м. Шлеськ (нині Сосновець, Польща), де брав активну участь у культурному житті місцевого Українського національного об'єднання. Емігрував до Австрії, де 1945—1948 очолював Український комітет при американському центрі переміщених осіб. Від 1948 — у Торонто (Канада), працював спочатку як кельнер. 1950 заснував пекарню «Вікторія бейкері», яку розбудував і 1952 перейменував у «Демстерс Бред Лімітед» (був її президентом). До роботи у пекарні залучив чимало українців, вона стала однією з найкращих у Торонто. 1960 Борис, очоливши «Будівельний комітет», придбав будинок для Пласту у Канаді, став почесним членом Пласту. Член Об'єднаних українських підприємців і професіоналів у Торонто, був певний час його головою і видав Календар-Альманах на 1957 р., де опублікував статтю «Перед 50-ма роками» і подав докладний текст протоколу 1-го з'їзду руських, галицьких і буковинських купців. 1966—1988 — голова патронату Сарселькького осередку НТШ (Франція) у Торонто. Меценат видання ЕУ, один із перших жертводавців української школи ім. М. Шашкевича в Перемишлі.